# Patrick Johnson (Leichtathlet)
Patrick Johnson (* 26. September 1972 auf einem Boot bei Cairns) ist ein australischer Sprinter.
Der Sohn eines irischstämmigen Vaters verlor seine Mutter, eine Aboriginal, im Alter von 18 Monaten und wuchs auf Fischerbooten auf. Erst 1996, während seines Studiums an der Australian National University, entdeckte er den Laufsport und lief auf Anhieb die 100 m in 10,47 s. Bis 2000 verbesserte er diese Marke auf 10,10 s.
2003 lief er in Mito als erster Australier die 100-Meter-Strecke in 9,93 s und stellte damit den aktuellen Ozeanienrekord auf.
Große Erfolge auf internationaler Ebene blieben ihm allerdings bislang versagt. Bei den Leichtathletik-Weltmeisterschaften 1997 in Athen, bei den Olympischen Spielen 2000 in Sydney und bei den Weltmeisterschaften 2003 in Paris/Saint-Denis scheiterte er in der Qualifikation. Erst bei den Weltmeisterschaften 2005 schaffte er es in ein Finale und wurde über 200 m Sechster.
Patrick Johnson ist 1,78 m und wiegt 71 kg. Er spricht Chinesisch, Japanisch und Indonesisch, zeitweilig war er für das australische Außenhandelsministerium tätig.